# 油蔴地小輪

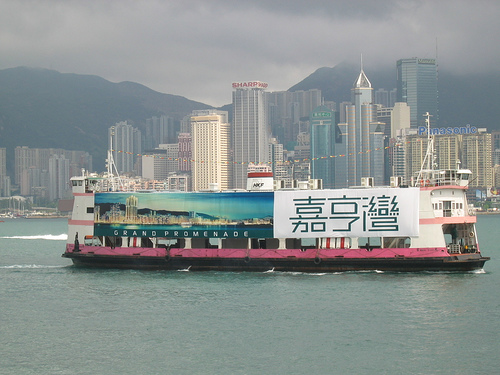
用作「維港遊」及宣傳的油蔴地小輪

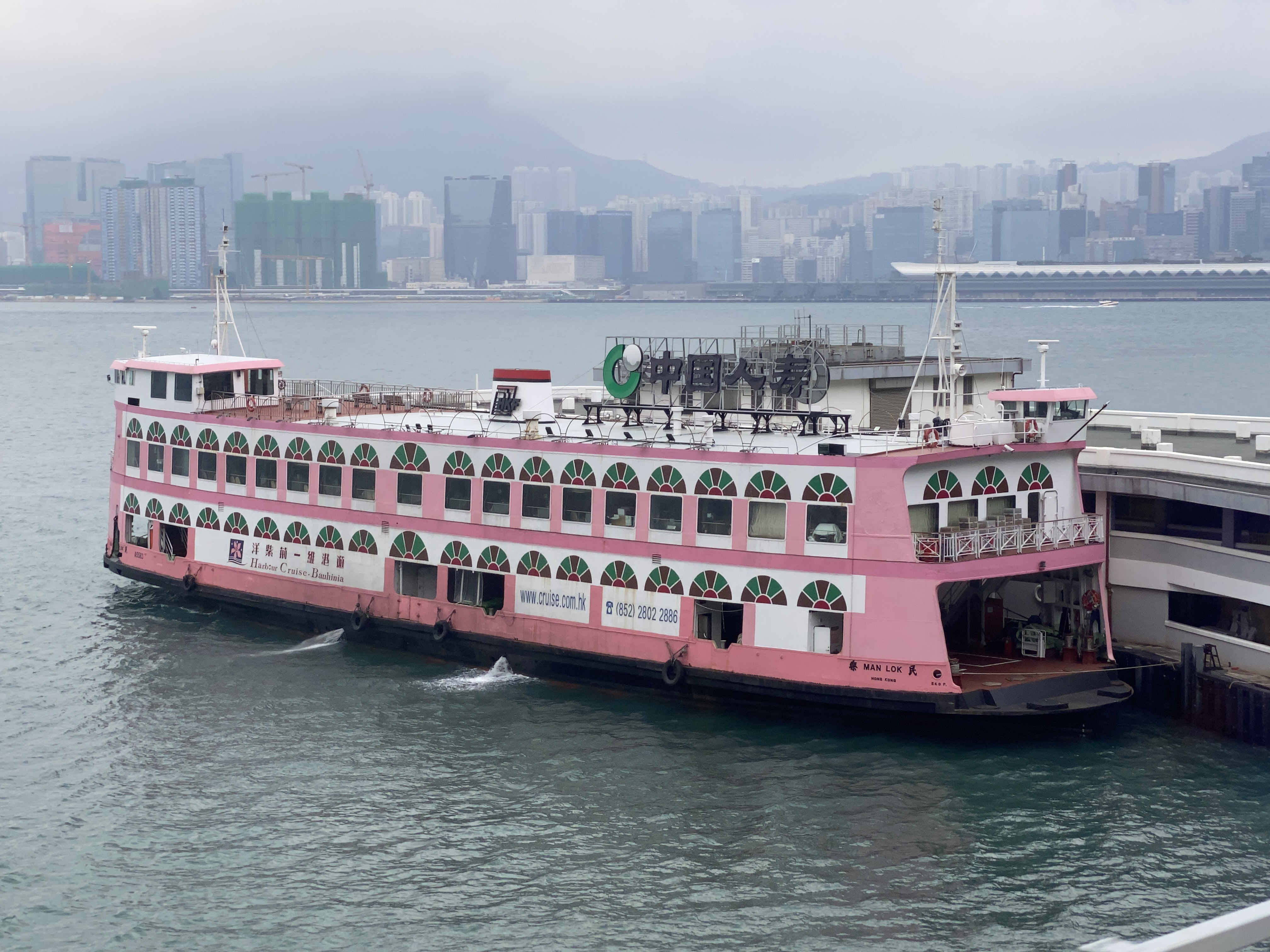
洋紫荊-維港遊

香港油蔴地小輪船有限公司（英語：The Hongkong and Yaumati Ferry，簡稱油麻地小輪或港輪） 於1924年1月1日開始投入服務，最初是來往中環至深水埗、旺角及油蔴地航線之間的航線，後來則擴展至新界及離島，曾經是香港最主要的渡輪服務經營者。1964年7月31日至1987年8月31日間成為恒生指數成份股。1989年易名香港小輪，可是，由於近年渡輪業經營困難，遂於1999年把專營權售予新世界第一渡輪。新世界第一渡輪於2000年1月15日開始經營原油蔴地小輪的載客航線。

## 歷史
1920年代之前，香港渡輪服務由多間公司自由經營，當時的天星小輪只經營中環來往尖沙咀的航線，因此大部分渡海服務，很依賴多間小型渡輪公司及嘩啦嘩啦各自提供，在缺乏統籌下，渡輪服務顯得雜亂無章，使市民和遊客無所適從。1923年，時任香港總督司徒拔決心整頓渡輪服務，引入專營權制度。其中以劉景初和劉德譜為首的劉氏小輪財團成員包括：劉景初、黃才浩、郭泉、歐陽藻裳、歐陽耀明、陳秀峯、余偉賓、卓明珊、黃光甫、黃光華、蘇子衡、陳碩臣、鐘秀芝諸公乘時發起組織一小輪公司，並定名為「香港油麻地小輪有限公司」，成功取得來往中環至深水埗、旺角及油蔴地航線之間的航線專營權。財團改名為油蔴地小輪，並於1924年1月1日啟航。1933年，中環統一碼頭及油蔴地佐敦道碼頭啟用。同年，油蔴地小輪提供來往中環碼頭及佐敦道碼頭的汽車渡輪服務，汽車渡輪的上層載客，下層則運載車輛。
1941年12月8日香港保衛戰爆發後，香港政府徵用油蔴地小輪的多艘渡輪，供駐港英軍運送軍人及物資，油蔴地小輪的汽車渡輪為英軍運送裝甲車及火砲，醉酒灣防線被日軍攻破後，港府徵用包括天星小輪在內所有可使用的渡輪供英軍撤退到香港島，又將船隻鑿沉於維多利亞港，以阻礙日軍登陸香港島。到香港日佔時期，日軍掠奪所有渡輪，渡輪服務一直停頓。至香港重光之初，油蔴地小輪才能提供有限度服務。1953年時，日均有20萬名乘客使用油蔴地小輪的港內服務。
1960年代至1970年代初，隨著香港政府開發荃灣、屯門等新市鎮，一度為油蔴地小輪帶來商機。但隨著1970年代香港海底隧道及香港地鐵（現稱港鐵）先後啟用，加上連接新市鎮及市區的道路網改善，以及東區海底隧道通車，令油蔴地小輪受到很大打擊，逐漸變得無心經營，令到不少離島居民大為不滿（但載有危險物品貨車還必須使用車輛渡輪服務，而船長也會在船頂掛上紅旗，表示有高危貨車在渡輪裡。）。1989年，油蔴地小輪被恆基兆業收購，並改組成香港小輪（集團）有限公司，油蔴地小輪以子公司的身份繼續經營渡輪業務。但是，這個轉變並未有為服務帶來重大改善，恆基兆業只著重透過收購油蔴地小輪取得維港兩岸碼頭的土地，發展為地產項目，卻沒有改善渡輪服務，有不少居民抱怨服務幾十年如一日。 2000年1月15日，油蔴地小輪的專營權終止，部分載客航線由新世界第一渡輪接手。然而，油蔴地小輪現時仍有少量非專利航線以牌照形式經營。

## 航線

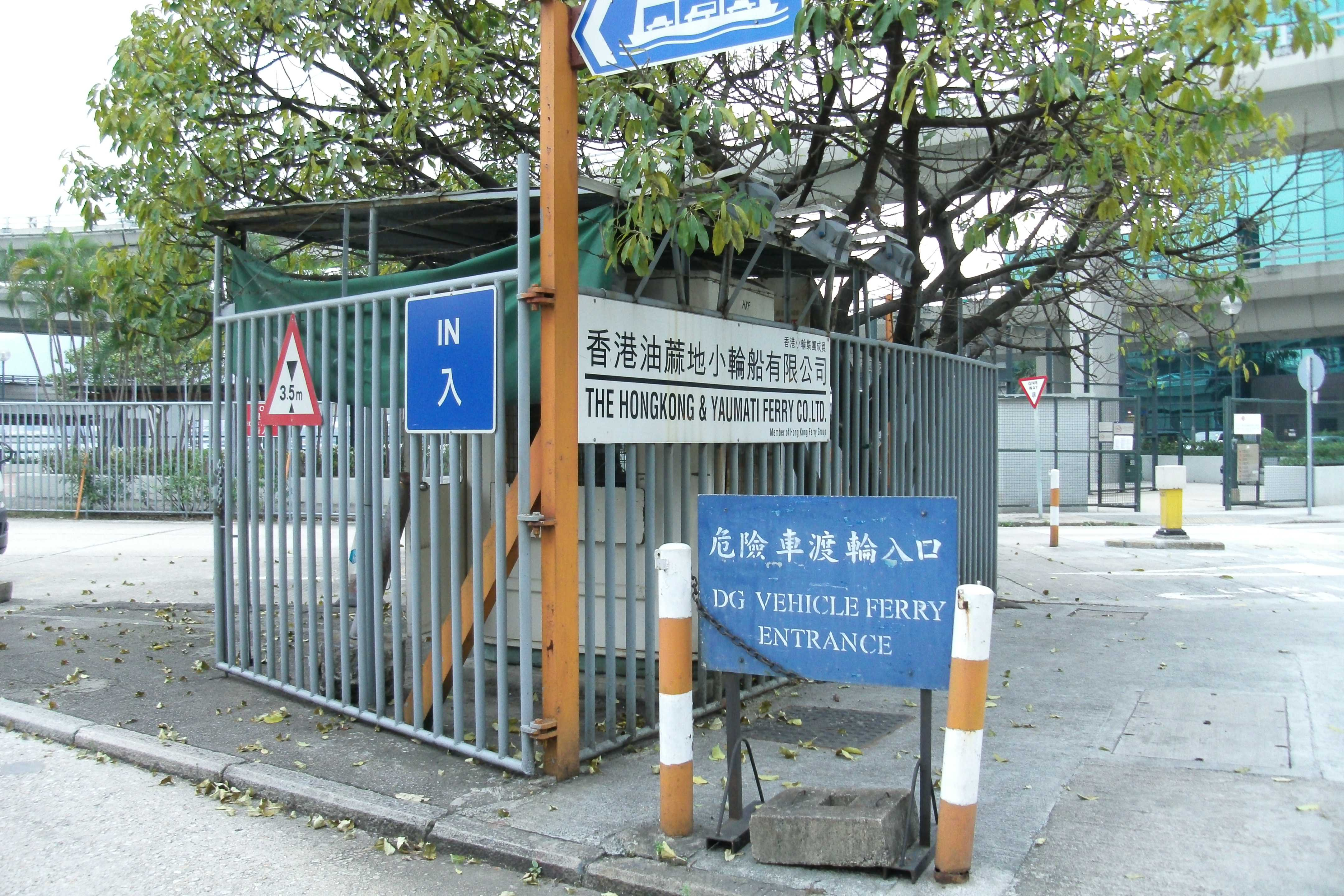
油蔴地小輪北角碼頭入口

### 現有航線
油蔴地小輪現時經營以下危險品車輛渡輪服務：
- 北角 - 觀塘
- 北角、觀塘 - 大嶼山梅窩（需預約）

### 曾經營航線
A. 港內線（維多利亞港）渡輪
- 中環統一碼頭至佐敦（客輪及汽車渡輪)（1933-1994）
- 中環碼頭至佐敦（客輪） （1994-1998）
- 中環至旺角 （1924-1972。1972年遷往大角咀碼頭）
- 中環至大角咀 （1972-1992）
- 中環至深水埗北河街 （1924-1978）
- 中環至深水埗欽州街 （1978-1992）
- 中環至馬灣
  - 珀麗灣入伙後，珀麗灣客運重新開辦該航線，而航線名字更改為「中環-珀麗灣」
- 中環經青衣至荃灣 （1958-1998。後由港九小輪接手，航線於2000年結束）
- 中環至荃灣 （1973-1998。後由港九小輪接手，航線於2000年結束）
- 中環至青衣 （1973）
- 荃灣至青衣 （1973-1988）
- 荃灣至北角 （1981-1985）
- 中環至尖東（1986-1999年3月31日），1999年4月1日起由愉景灣航運接手 ，於2006年1月1日起結束，由2006年3月19日起則由海佑小輪重新接手營辦 ，於2008年1月1日起結束
- 中環至荔枝角美孚碼頭（美孚新邨） （1974年-1983年）
- 中環至屯門 （1981-2000）
- 灣仔至佐敦 （1949-1988）
- 灣仔至紅磡 （1963-1999年3月31日，後由天星小輪接手，航線於2011年4月1日起結束）
- 灣仔至屯門 （1993年11月-1998年5月）
- 灣仔至九龍城 （1956-1967）
- 北角至九龍城（客輪及汽車渡輪）（現時由新渡輪營辦，但不設汽車渡輪服務）
- 北角至觀塘（客輪及汽車渡輪）（現時由富裕小輪營辦，但不設汽車渡輪服務）
- 北角至紅磡（現時由新渡輪營辦）
- 北角至大廟 （現時由新渡輪營辦）
- 尖東至黃金海岸
- 尖東至北角（1985-1987）
- 筲箕灣至觀塘（1973-1983。1983年遷往西灣河碼頭）
- 西灣河至觀塘（客輪及汽車渡輪)（1983-1991。後由珊瑚海船務接手，但不設汽車渡輪服務）
- 筲箕灣至三家村（1973-1983。1983年遷往西灣河碼頭）
- 西灣河至三家村（1983-1991。後由珊瑚海船務接手）
- 深水埗至上環（威利蔴街） 後由於1979年颱風「荷貝」吹襲令碼頭損毀而停辦

B. 港外線渡輪（中環至離島）
- 中環至梅窩
  - 現時由新渡輪營運
- 中環經坪洲至梅窩
- 中環至長洲
  - 現時由新渡輪營運
- 中環至坪洲
  - 曾由新渡輪經營，現時由港九小輪營運
- 中環至南丫島榕樹灣
  - 現時由港九小輪營運
- 中環至南丫島索罟灣
  - 現時由港九小輪營運
- 中環經沙螺灣至大澳 （1938-1999）
- 尖沙咀至梅窩 (後由新世界第一渡輪接手，航線於2006年結束)
- 尖沙咀至長洲 （後由新渡輪接手，航線於2006年結束）
- 觀塘經中環至梅窩
- 橫水渡航線（長洲-芝麻灣-梅窩-坪洲） 
  - 現時由新渡輪營運
- 荃灣至大澳
- 屯門經沙螺灣至大澳
  - 曾由新渡輪經營，現時由富裕小輪營運 ，中途途經東涌新發展碼頭

C. 吐露港渡輪
- 吐露港航線（原大埔滘後改馬料水，經泥涌 (十四鄉)、深涌、荔枝莊、黃石碼頭、赤徑、較流灣、塔門）
  - 現時由翠華船務營運
- 馬料水至烏溪沙（原大埔滘後改馬料水）(1974-1983)
- 馬料水至東平洲（原大埔滘後改馬料水，周末航線）
  - 曾由保利小輪經營，現時由翠華船務營運

D. 中港客運航線（境外線）
- 港穗飛翔船（半氣墊船）
- 大角咀至廣州，1988年後改為尖沙咀中港碼頭至廣州
- 大角咀至黃埔
- 尖沙咀中港碼頭至蛇口（現時為上環（港澳碼頭）至蛇口 ，由深圳迅隆船務營運）
- 馬料水至小梅沙

E. 港澳航線（境外線），最初以海聯名義經營，後轉港輪
- 深水埗至澳門，1989年11月1日改為尖沙咀中港碼頭至澳門外港客運碼頭，於2000年起由新世界第一渡輪（新渡輪）接手，再於2011年10月1日起由噴射飛航接手經營

F. 臨時航線
- 中環至太古城 Central and Taikoo Shing（1980年8月-1983年10月）
- 九龍城至太古城 Kowloon City and Taikoo Shing（1980年8月-1983年10月）
- 中環至柴灣 Central and Chai Wan（1981年11月-1983年9月）
- 觀塘至柴灣 Kwun Tong and Chai Wan（1981年11月-1986年3月）
- 鴨脷洲至香港仔 Ap Lei Chau and Aberdeen（1994年8月）

## 現役船隊

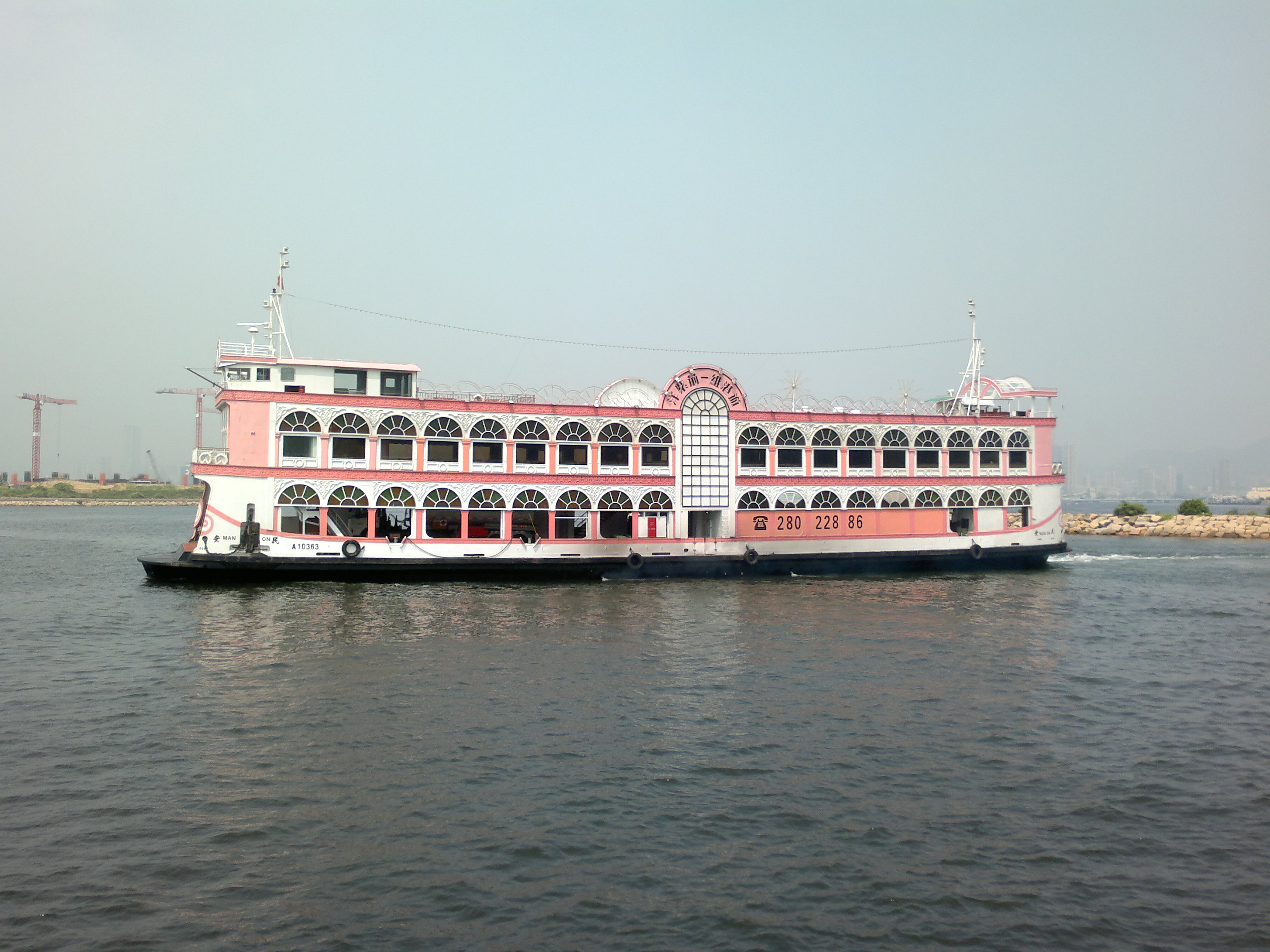
民安
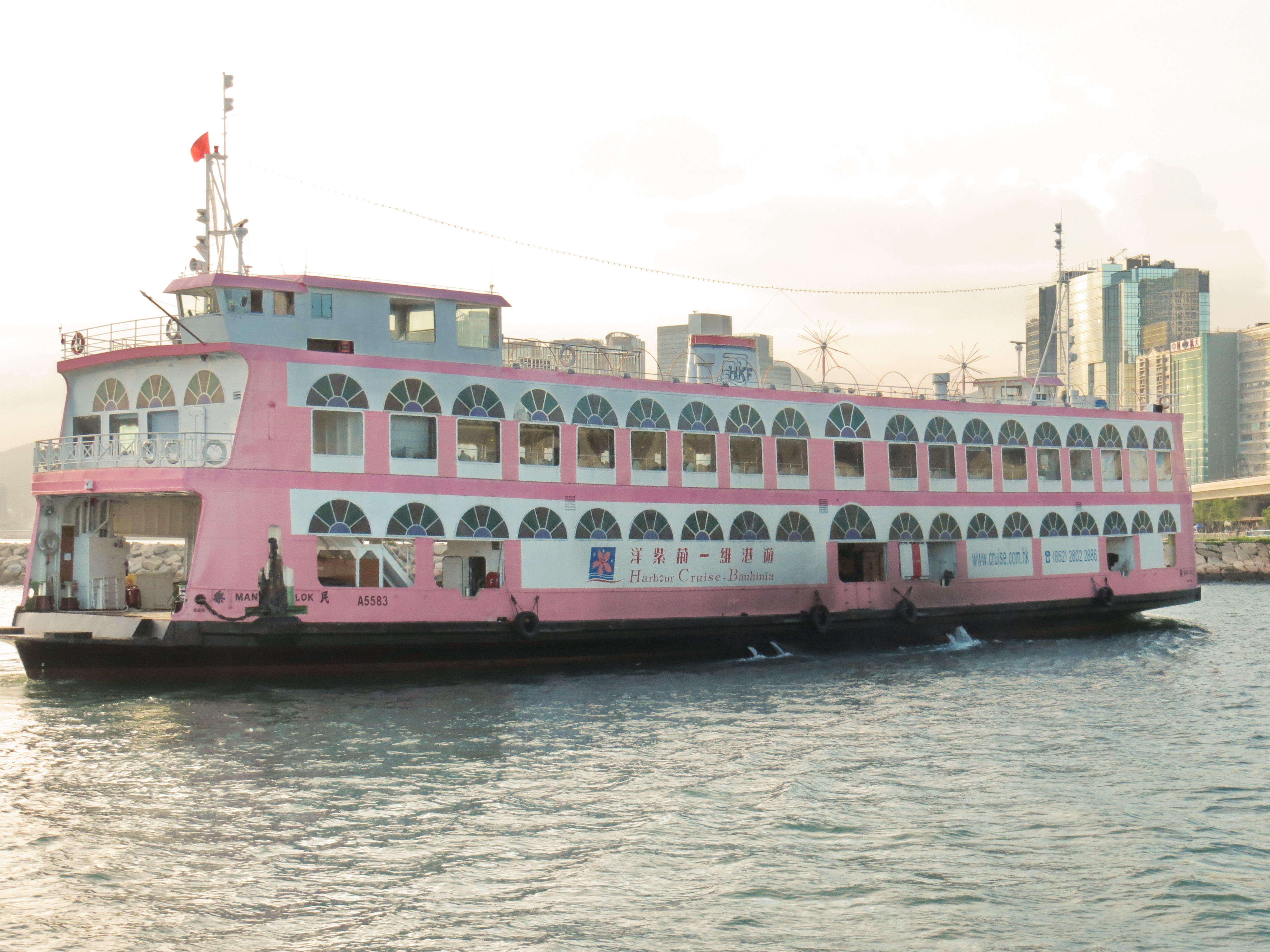
民樂
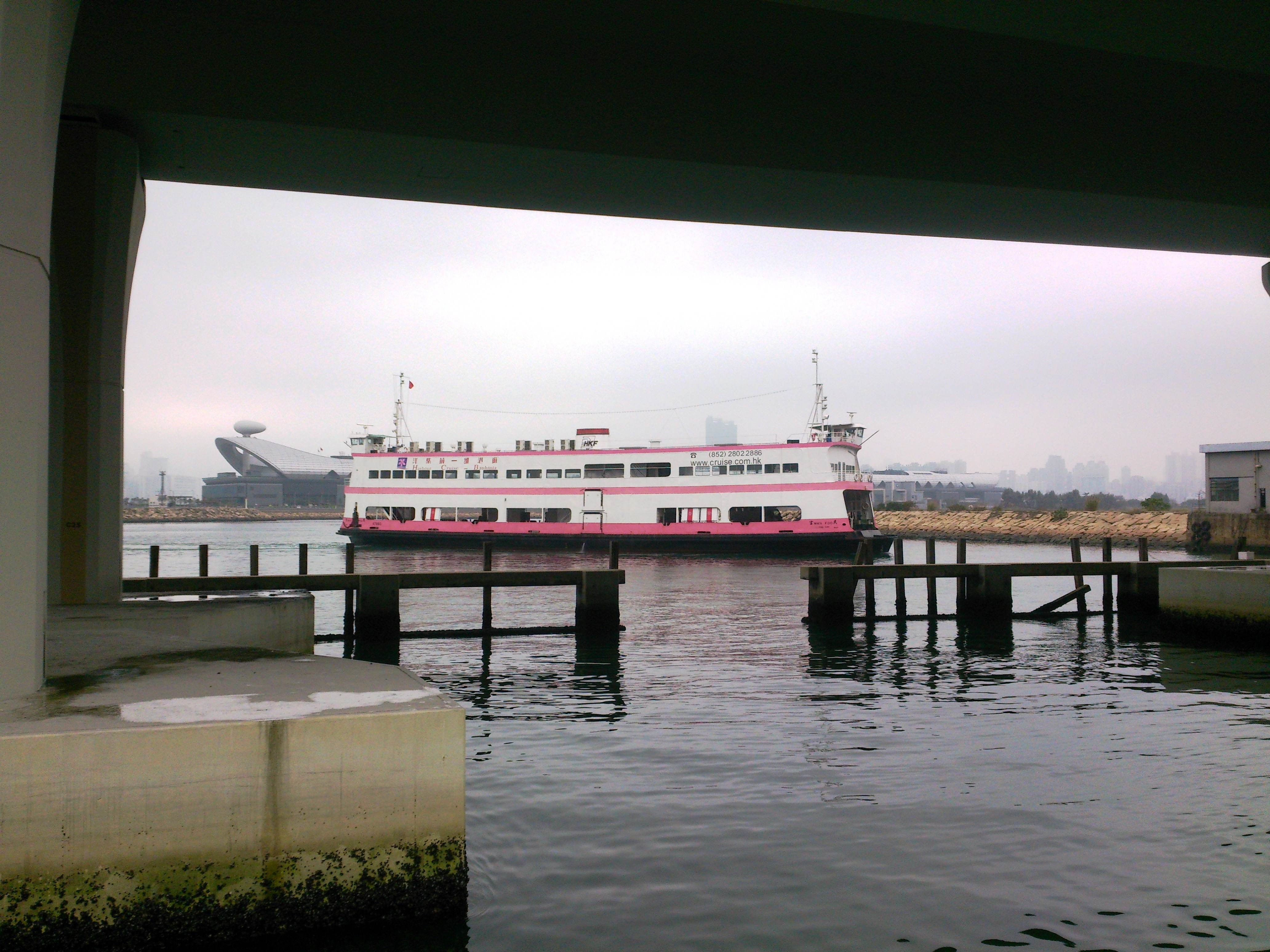
民富
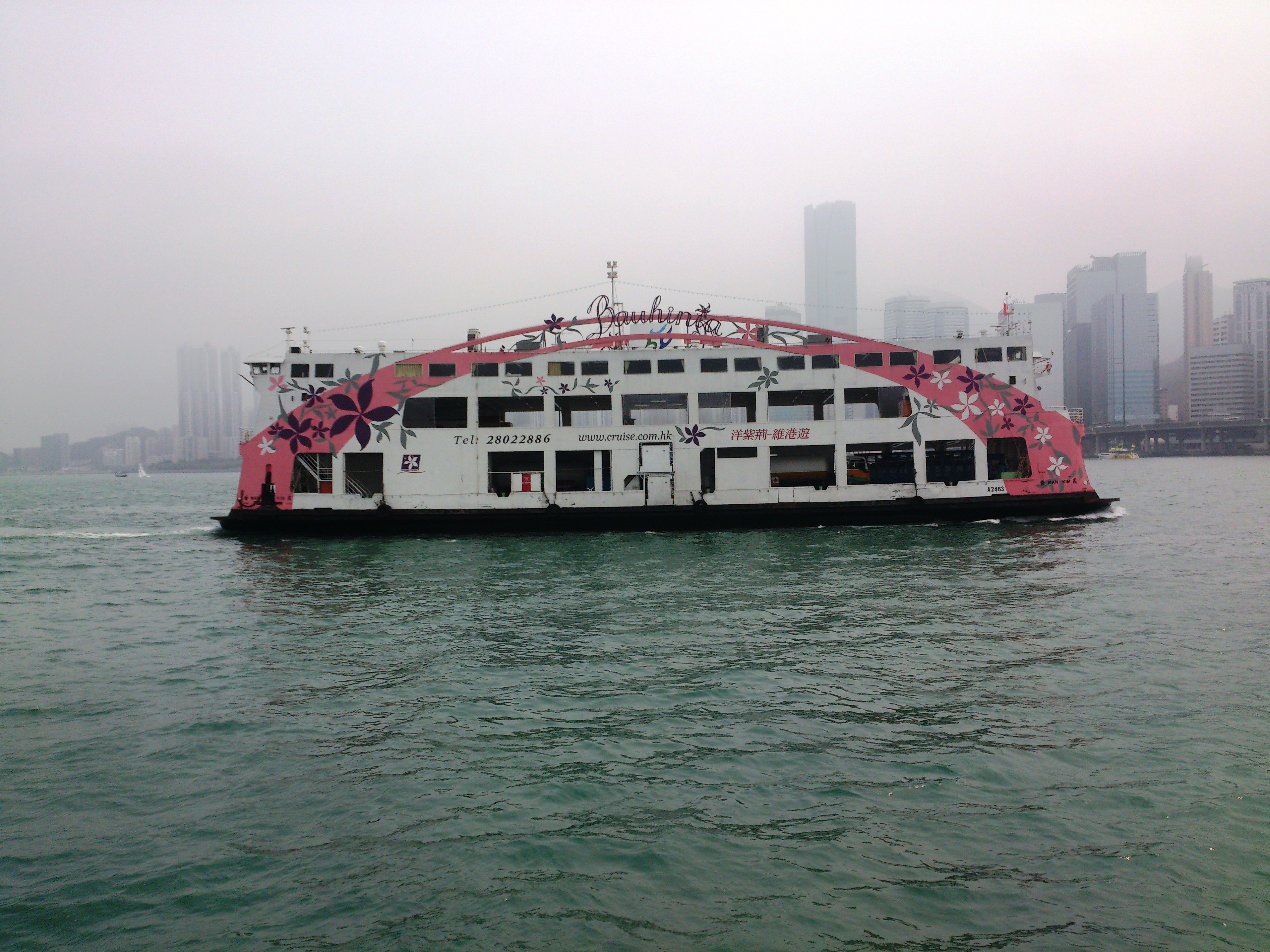
民儉
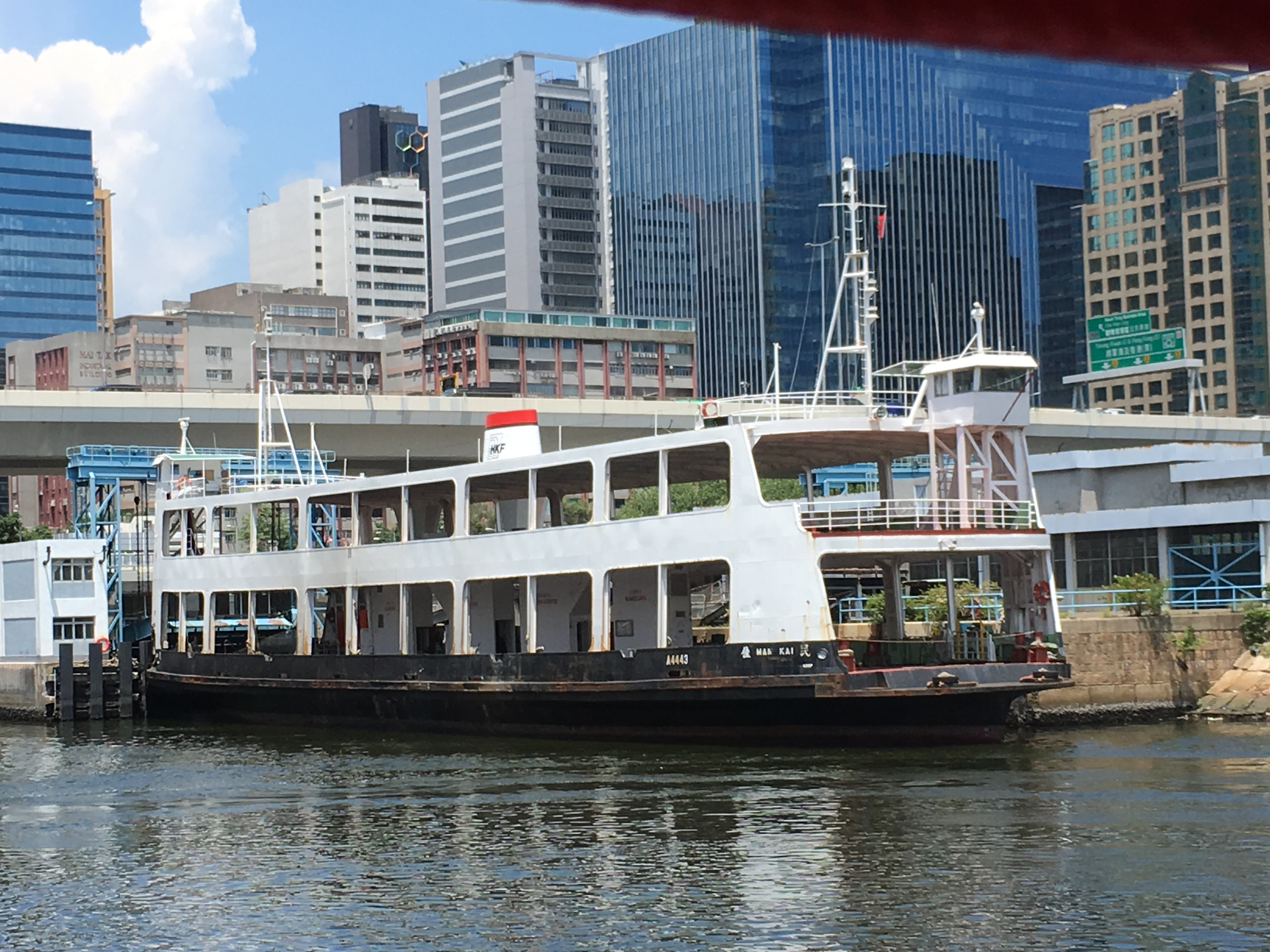
民佳

雙層汽車渡輪：
- 民佳（Man Kai），航速約12節

汽車渡輪兼海上夜總會：  
- 民安（Man On），航速約10節
- 民樂（Man Lok），航速約11節
- 民富（Man Foo），航速約11節

一艘三層汽車客輪兼海上夜總會： 
- 民儉（Man Kim）

拖船
- 民強（Man Keung）

- 民安
- 民樂
- 民富
- 民儉
- 民佳

## 已退役船隊
1. 三層客輪（Triple-deck ferries），由香港船廠建造
- 民昇（Man Shing），普通版本，服役期1970-1998
- 民平（Man Ping），普通版本，服役期1971-1987 # 於1988年售予廣州作海上食府
- 民道（Man To），普通版本，服役期1972-1998
- 民德（Man Tack），普通版本，服役期1973-1998
- 民智（Man Chi），普通版本，服役期1973-1998
- 民慧（Man Wai），普通版本，服役期1974-1998
- 民康（Man Hong），普通版本，服役期1975-2000，2002年出售到泰國
- 民興（Man Hing），普通版本，服役期1981-2008  # 於2000年售予新世界第一渡輪服務有限公司，並易名為「新興」，又於2008年出售
- 民發（Man Fat），普通版本，服役期1981至今  # 於2000年售予新世界第一渡輪服務有限公司，並易名為「新發」
- 民輝（Man Fai），原名民健（Man Kin），1978年起改名民輝 ，船頂設有VIP層，服役期1972-2003，其後售予印尼
- 民超（Man Chiu），豪華版本，服役期1983至今  # 於2000年售予新世界第一渡輪服務有限公司，並易名為「新超」
- 民光（Man Kwong），豪華版本，服役期1985至今  # 於2000年售予新世界第一渡輪服務有限公司，並易名為「新光」
- 民飛（Man Fee），豪華版本，服役期1986至今  # 於2000年售予新世界第一渡輪服務有限公司，並易名為「新飛」
- 民國（Man Kwok），豪華版本，服役期1988至今  # 於2000年售予新世界第一渡輪服務有限公司，並易名為「新國」

2. 雙層雙頭車渡輪（Double- Deck passenger ferry with "double ends"）
- 第1代，建於1930年代，原為蒸汽機車推動，1948年起陸續重建及更換英國或加拿大柴油車，駕駛艙位於下層。
  - 民興（Man Hing），服役期1931-1977（原名民道（Man To），1971年因預留船名予新三層渡輪而改名）
  - 民權（Man Kuen），服役期1930-1983（原名民德（Man Tack），1971年因預留船名予新三層渡輪而改名）
  - 民家（Man Ka），服役期1930-1983（原名民智（Man Chi），1971年因預留船名予新三層渡輪而改名）
  - 民量（Man Leung），服役期1931-1983（原名民慧（Man Wai），1971年因預留船名予新三層渡輪而改名）
  - 民禮（Man Lai），服役期1925-1966
  - 民義（Man Yee），服役期1925-1963
  - 民忠（Man Chung），服役期1925-1969
  - 民信（Man Shun），服役期1925-1963
- 第2代，建於1950年代，載人數由750-756人不等，駕駛艙位於船頂。
  - 民榮（Man Wing），服役期1952-1998
  - 民華（Man Wah），服役期1954-1992 # 1989年被香港政府租用作越南難民臨時收容中心
  - 民歡（Man Foon），服役期1956-1992 # 1989年被香港政府租用作越南難民臨時收容中心
  - 民泰（Man Tai），服役期1956-1992 # 1989年被香港政府租用作越南難民臨時收容中心
  - 民錦（Man Kam），服役期1960-1992 # 1989年被香港政府租用作越南難民臨時收容中心
  - 民添（Man Tim），服役期1961-1998
- 第3代，建於1960年代，載人數由723-779人不等，駕駛艙位於船頂。
  - 民高（Man Ko），服役期1964-1985
  - 民明（Man Ming），服役期1964-1984
  - 民勇（Man Yung），服役期1965-1998
  - 民毅（Man Ngai），服役期1965-1998
  - 民贊（Man Chan），服役期1966-1985
  - 民福（Man Fook），服役期1969-1998

3. 雙層600人級渡輪，建於1950年代
- 民耀（Man Yiu），服役期1951-1998
- 民輝（Man Fai），服役期1951-1977
- 民豐（Man Fung），服役期1953-1984
- 民益（Man Yick），服役期1953-1983
- 民生（Man Sang），服役期1953-1998
- 民財（Man Choy），服役期1953-1985
- 民寶（Man Po），服役期1953-1992
- 民欣（Man Yan），服役期1955-1983
- 民昌（Man Cheong），服役期1955-1985
- 民達（Man Tat），服役期1956-1998
- 民天（Man Tien），服役期1956-1992 # 1989年被香港政府租用作越南難民臨時收容中心
- 民清（Man Ching），服役期1957-1998
- 民英（Man Ying），服役期1956-1977
- 民敬（Man King），服役期1958-1989

4. 雙層600人級渡輪，建於1960年代
- 民信（Man Shun），服役期1963-1998
- 民義（Man Yee），服役期1963-1998（船隻曾於1977年安裝空調，1984年還原）
- 民敦（Man Tun），服役期1963-1998
- 民厚（Man Hau），服役期1963-1998
- 民悅（Man Yuet），服役期1963-1998
- 民來（Man Loy），服役期1964-1998
- 民禮（Man Lai），服役期1970-1999（船隻曾於1976年安裝空調，1984年還原，最後服役於離島橫水渡航線）

5. 雙層400至500人級單頭車載客渡輪
- 民康 MAN HONG, 1947-1975
- 民平 MAN PING, 1948-1967
- 民權 MAN KUEN, 1946-1968
- 民喜（Man Hei），服役期1954-1974 ，停用後出售到新加坡
- 民浩（Man Ho），服役期1957-1971，停用後出售，改名 包記，駛往印尼途中於越南金蘭灣附近遇事
- 民發（Man Fat），服役期1958-1970
- 民國（Man Kwok），服役期1962-1979,停用後出售到新架坡
- 民寧（Man Ning），服役期1959-1972,停用後出售到新架坡
- 民隆（Man Loong），服役期1963-1972,停用後出售到新架坡
- 民傑（Man Kit），服役期1963-1982,停用後出售到新架坡
- 民喜（Man Hei），服役期1981-1998，其後售予香港境內私人一家租賃輪船營運商，改名「聲威12」，現時的擁有權證明書號碼：A2683

6A. HM216型飛翔船，建於1974-1975年
- HYF101，服役期1974-1986
- HYF102，服役期1975-1986
- HYF103，服役期1975-1997
- HYF104，服役期1975-1992

6B. HM218型飛翔船，建於1976-1983年
- HYF105，服役期1976-1999
- HYF106，服役期1978-1999
- HYF107，服役期1978-1999
- HYF108，服役期1978-1985，其後售予愉景灣航運，並易名為「Discovery Bay HF3」
- HYF109，服役期1979-1985，其後售予愉景灣航運，並易名為「Discovery Bay HF1」
- HYF110，服役期1979-1985，其後售予愉景灣航運，並易名為「Discovery Bay HF2」
- HYF111，服役期1980-1999
- HYF112，服役期1980-1999
- HYF113，服役期1980-1999
- HYF114，服役期1980-1999
- HYF115，服役期1981-1999
- HYF116，服役期1981-1999
- HYF117，服役期1981-1999
- HYF118，服役期1981-1999
- HYF119，服役期1982-1999
- HYF120，服役期1982-1999
- HYF121，服役期1982-1999
- HYF122，服役期1982-1999
- HYF123，服役期1982-1999
- HYF124，服役期1982-1999
- HYF125，服役期1982-1999
- HYF126，服役期1982-1999
- HYF127，服役期1982-1999
- HYF128，服役期1982-1999
- HYF129，服役期1982-1999
- HYF130，服役期1983-1999

6C. HM527型飛翔船，建於1983-1984年，新船主力行走九龍深水埗往來澳門
- 海富（Tejo），服役期1983-2000
- 海貴（Douro），服役期1983-2000(未曾於新世界第一渡輪服役)
- 海榮（Sado），服役期1984-2000
- 海華（Mondego），服役期1983-2000

7. 雙層客輪（建於1970-80年代，由香港船廠建造）
- 民隆（Man Loong），服役期1975-1998（船隻裝有空調，初期客窗密封，後改為可推拉，早期露台較大）# 退役後停泊於喜靈洲避風塘，2002年火警中嚴重焚毀，於同年12月終止註冊
- 民和（Man Wo），服役期1980-1998（船隻裝有空調，初期客窗密封，後改為可推拉）
- 民顯（Man Heen），服役期1982-2009 # 於2000年售予新世界第一渡輪服務有限公司，並易名為「新顯」，於2009年轉售保安船公司，命名為GLENN VICTORY
- 民英（Man Ying），服役期1982至今（船隻曾裝有空調） # 於2000年售予新世界第一渡輪服務有限公司，並易名為「新英」
- 民忠（Man Chung），服役期1982至今 # 於2000年售予新世界第一渡輪服務有限公司，並易名為「新忠」
- 民傑（Man Kit），服役期1983至今 # 於2000年售予新世界第一渡輪服務有限公司，並易名為「新傑」

8. FlyingCat雙體噴射船
- 港輪壹號（HK Ferry I），服役期1993至今 # 於2000年售予新世界第一渡輪服務有限公司，並易名為「新輪壹」，於2004年轉售伊斯坦堡高速渡輪公司，命名為KARTEPE
- 港輪貳號（HK Ferry II），服役期1993至今 # 於2000年售予新世界第一渡輪服務有限公司，並易名為「新輪貳」，在2011年港澳航線經營權併入噴射飛航後改走新渡輪中環至長洲渡輪航線
- 港輪叁號（HK Ferry III），服役期1994至今 # 於2000年售予新世界第一渡輪服務有限公司，並易名為「新輪叁」，於2012年轉售印尼，再轉售至巴西，命名為FALCAO

9. 英輝船廠高速雙體船
- 英輝壹號（Aquan I），服役期1997至2008 # 於2000年售予新世界第一渡輪服務有限公司，並易名為「新輝壹」，於2011年轉售越南
- 英輝貳號（Aquan II），服役期1999至2008 # 於2000年售予新世界第一渡輪服務有限公司，並易名為「新輝貳」，於2011年轉售越南

10.載客載車渡輪
- 民恭 (MAN KUNG)，1932-1973，停用後售予中華船廠
- 民儉 (MAN KIM)，1933-1974，1969年重建成雙層載車渡輪
- 民讓 (MAN YEUNG)，1933-1973，停用後售予中華船廠
- 民覺 (MAN GOK)，1936-1945，日佔時期被劫駛至內地，戰後發現被擊沉於西江，由於打撈困難，放棄跟進
- 民富 (MAN FOO)，1950-1975
- 民安 (MAN ON)，1951-1975，1966年改建成雙層載車渡輪，停用後售出並運到澳洲行走當地航綫
- 民樂 (MAN LOK)，1951-1978，1966年改建成雙層載車渡輪，1974年再改裝上層拆去船頂及兩端舦房以適合運載車身較高的輕型貨車，1978年停用後售予聯合船塢
- 民定 (MAN TING),1962-1998
- 民邦 (MAN BONG)，1962-1998
- 民合 (MAN HUP)，1965-1998
- 民羣 (MAN KWAN)，1965-1998

11.雙層載車渡輪
- 民駿 (MAN TSUN)，1960-2000，原為單層載車渡輪，1966年重建成雙層
- 民業 (MAN YIP)，1961-1999，原為單層載車渡輪，1969年重建成雙層
- 民宏 (MAN WANG)，1961-1998，原為單層載車渡輪，1966年重建成雙層
- 民開 (MAN HOI)，1961-1999，原為單層載車渡輪，1969年重建成雙層
- 民恭 (MAN KUNG)，1974-1998，1980年改為夜總會船，重建成三層船身，包括雙層載車層與及頂夜總會層
- 民讓 (MAN YEUNG)，1975-1998，停用後售到泰國，於蘇梅島行走
- 民基 (MAN KEE)，1984-1998，停用後售到泰國芭堤雅，改裝成海上食肆，已退役並拆卸
- 民本 (MAN BOON)，1984-1998，停用後售到泰國芭堤雅，改裝成海上食肆，已退役並拆卸

12.水上巴士 （海上巴士）載261人
- 港壹 HK1，1973-1987，原名 民隆 MAN LOONG，1974年改名 港壹
- 港貳 HK2，1973-1987，原名 民和 MAN WO，1974年改名 港貳
- 民寧 MAN NING，1973-1984
- 港叄 HK3，1974-1987
- 港肆 HK4，1974-1987
- 港伍 HK5，1975-1990
- 港陸 HK6，1975-1986
- 港柒 HK7，1975-1987
- 港捌 HK8，1975-1989
- 港玖 HK9，1975-1987
- 港拾 HK10，1975-1989

13.水上的士 (海上的士）載67人
- 凱壹 HYF1，1973-1983
- 凱貳 HYF2，1973-1982，停用後出售予澄碧邨有關的管理公司，命名 SEA RANCH ENTERPRISE
- 凱叄 HYF3，1974-1980，停用後出售予愉景灣航運，命名 Discovery Bay
- 凱肆 HYF4，1974-1979，停用後售予英海軍作為運輸船
- 凱伍 HYF5，1975-1977
- 凱陸 HYF6，1974-1977，停用後出售予聯合船塢，命名 TSING FAI
- 凱柒 HYF7，1974-1999，1979年停用後，船公司將之改裝為工程用船
- 凱捌 HYF8，1974-1989
- 凱玖 HYF9，1974-1987
- 凱拾 HYF10，1975-1981，停用後出售予愉景灣航運，命名 Discovery Bay II
- 凱拾壹 HYF11，1975-2000，1982年停用後，船公司將之改裝為工程用船，2000年售予 新渡輪，後重新命名 新輪二十五
- 凱拾貳 HYF12，1975-1979，停用後出售予英海軍作為運輸船
- 凱拾叄 HYF13，1975-1979，停用後出售予英海軍作為運輸船

14.戰前單頭車載客小輪
- 民生 MAN SANG ,1924-1945
- 民昇 MAN SHING ,1924-1967
- 民平 MAN PING ,1924-1947
- 民發 MAN FAT ,1924-1958
- 民達 MAN TAT ,1924-1954
- 民權 MAN KUEN ,1924-1940
- 民量 MAN LEUNG ,1924-1970
- 民安 MAN ON ,1924-1950
- 民強 MAN KEUNG, 1924-1975 ,1950年由香港船廠重建船身及換上新柴油引擎，1975年退役後出售予美國教會「靈魂診治中心」作為海上教堂及學校，1983年因颱風 愛倫 吹襲而沉沒
- 民興 MAN HING ,1924-1934
- 民富 MAN FOO , 1924-1930
- 民樂 MAN LOK ,1924-1950
- 民英 MAN YING ,1925-1956
- 民興 MAN HING ,1934-1969，前身為 天星小輪 晚星輪
- 民光 MAN KWONG ,1938-1969,曾於1948年觸雷沉沒，1949年完成重建船身及更換引擎
- 民健 MAN KIN ,1939-1970,前身為 新界小輪公司 新預號
- 民康 MAN HONG ,1939-1944，前身為 新界小輪公司 新洲號
- 民耀 MAN YIU ,1939-1945,前身為 新界小輪公司 新大號
- 民福 MAN FOOK ,1939-1969
- 民國 MAN KWOK ,1940-1962
- 民家 MAN KA , 1941-1970
- 民和 MAN WO , 1941-1971, 停用後出售到新架坡

## 其他業務
1980年代，油蔴地小輪曾於多個碼頭的入閘處旁，開設超級市場，最初名為「油蔴地超級市場」，後改名為「港輪超級市場」，在其他地區亦有分店，1996年被廣南集團收購，併入廣南KK超級市場，然而廣南KK超級市場已於2001年破產結業。
在1983年，油蔴地小輪成立了油蔴地旅遊，為香港市民提供香港、澳門及廣東省旅遊服務。
2010年5月24日，香港小輪以港幣13.3億投得粉嶺聯和墟沙頭角公路旁毗鄰綠悠軒一幅土地，發展為住宅項目逸峰，為香港小輪首次進入土地競投市場。
由2012年1月14日起，油蔴地小輪受食物環境衛生署委託，提供可供市民免費使用的渡輪服務，進行先人骨灰撒海儀式。

## 軼事
當年油蔴地小輪的普通渡輪上設有小賣部，售賣簡單小食如湯麵，三文治及包裝零食，以及咖啡奶茶等港式飲品，小賣部由船員夾份經營，收入歸船員平分，屬僱員福利之一，唯一條件是船員必須向船公司的貿易部入貨，然而很多人誤以為船上小賣部售賣的湯麵是採用當時由統一出品的「福字伊麵」，但其實當年船公司初初在船上設立小賣部時，曾採用香港另一間食品廠超力出品的「超力伊麵」，後來船公司見湯麵受乘客歡迎，而自家又有貿易部供應糧油雜貨，於是參照配方，自行找食品廠生產船上售賣的伊麵，名稱取HYFCO的諧音，名為「喜高牌」雞味麵，當年船上小賣部放了一箱箱的麵餅，箱面標明是「HYF雞味麵」，而船公司旗下的港輪超市亦有出售單包裝， 後來因渡輪服務轉手至新渡輪， 才漸次臨時改用福字伊麵，直至由自動售賣機及碼頭小食店取代。

## 洋紫荊-維港遊

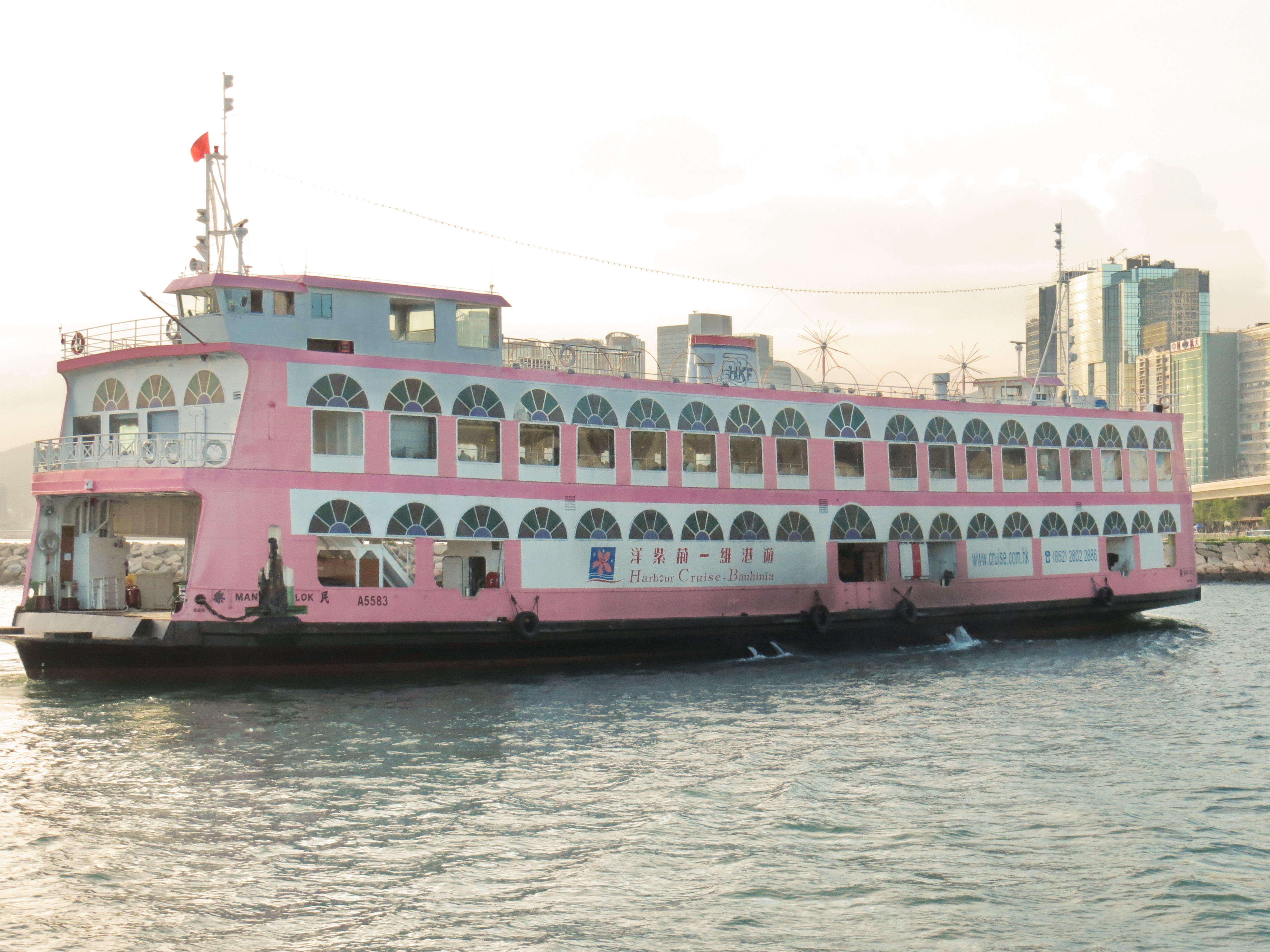
洋紫荊—維港遊 民樂號

洋紫荊維港遊是香港小輪集團其下的成員，於維多利亞港內提供大型宴客場地服務的船隊。洋紫荊維港遊亦同時擁有食肆牌照、酒牌及娛樂表演牌照。
自1998年起，洋紫荊維港遊將集團的汽車渡輪改裝成多功能觀光船。至今船隊成員包括「民安」、「民樂」、「民儉」及「民富」號四艘，每艘皆可容納逾350位賓客作不同類型的活動。

## 外部連結
- 香港油蔴地小輪船有限公司
- 洋紫荊維港遊